# Boston Celtics 2020-2021
La stagione 2020-2021 dei Boston Celtics è stata la 75ª stagione della franchigia nella NBA e 8ª sotto la guida di coach Brad Stevens. Questa stagione è l'ultima in cui Brad Stevens è stato capo allenatore, diventando General manager dopo la fine della stagione. Inoltre, questa è l'ultima stagione in cui Danny Ainge è stato il GM dei Celtics, poiché si è dimesso dopo l'eliminazione dei Celtics nei playoff.

## Draft
| Giro | Scelta | Giocatore        | Ruolo | Nazionalità            | Università/Squadra |
| ---- | ------ | ---------------- | ----- | ---------------------- | ------------------ |
| 1    | 14     | Aaron Nesmith    | AP    | Stati Uniti (bandiera) | Vand. Commodores   |
| 1    | 26     | Payton Pritchard | P     | Stati Uniti (bandiera) | Oregon Ducks       |
| 2    | 47     | Yam Madar        | P     | Israele (bandiera)     | Hapoel Tel Aviv    |

## Roster
| \| Pos. \| Num. \| Naz. \| Nome \| Altezza \| Peso \| Data nascita \| Provenienza \| \| ---- \| ---- \| ---- \| -------------------- \| ------- \| ------ \| ------------ \| ------------------ \| \| G/AP \| 7 \| \| Brown, Jaylen \| 201 cm \| 102 kg \| 24-10-1996 \| UC Berkeley \| \| P \| 4 \| \| Edwards, Carsen \| 185 cm \| 91 kg \| 12-03-1998 \| Purdue \| \| C \| 99 \| \| Fall, Tacko (TW) \| 231 cm \| 131 kg \| 10-11-1995 \| Central Florida \| \| G/AP \| 94 \| \| Fournier, Evan \| 202 cm \| 92 kg \| 29-10-1992 \| Poitiers Basket 86 \| \| A/C \| 2 \| \| Kornet, Luke \| 216 cm \| 113 kg \| 15-07-1995 \| Vanderbilt \| \| G \| 45 \| \| Langford, Romeo \| 198 cm \| 88 kg \| 25-10-1999 \| Indiana \| \| AP \| 26 \| \| Nesmith, Aaron \| 198 cm \| 97 kg \| 16-10-1999 \| Vanderbilt \| \| A \| 37 \| \| Ojeleye, Semi \| 201 cm \| 107 kg \| 05-12-1994 \| Southern Methodist \| \| P \| 11 \| \| Pritchard, Payton \| 188 cm \| 91 kg \| 28-01-1998 \| Oregon \| \| P/G \| 36 \| \| Smart, Marcus \| 193 cm \| 100 kg \| 06-03-1994 \| Oklahoma State \| \| AP \| 0 \| \| Tatum, Jayson \| 203 cm \| 93 kg \| 03-03-1998 \| Duke \| \| AG/C \| 13 \| \| Thompson, Tristan \| 206 cm \| 108 kg \| 13-03-1991 \| Texas \| \| P \| 8 \| \| Walker, Kemba \| 185 cm \| 84 kg \| 23-03-1992 \| Connecticut \| \| P \| 51 \| \| Waters, Tremont (TW) \| 180 cm \| 79 kg \| 10-01-1998 \| LSU \| \| C \| 44 \| \| Williams, Robert \| 208 cm \| 108 kg \| 14-10-1997 \| Texas A&M \| \| AG \| 12 \| \| Williams, Grant \| 201 cm \| 107 kg \| 30-11-1998 \| Tennessee \| | Allenatore - Brad Stevens Assistente/i - Brandon Bailey - Jerome Allen - Jay Larrañaga - Scott Morrison - Joe Mazzulla - Evan Turner - Jamie Young Legenda - (C) Capitano - (FA) Free agent - (S) Sospeso - (TW) Contratto Two-way - (GL) Assegnato a squadra G League affiliata - Infortunato Roster • Transazioni · Ultima transazione: 2 giugno 2021 |                                                |                      |         |        |              |                    |
| Pos. | Num. | Naz.                                           | Nome                 | Altezza | Peso   | Data nascita | Provenienza        |
| G/AP | 7 | Stati Uniti (bandiera)                         | Brown, Jaylen        | 201 cm  | 102 kg | 24-10-1996   | UC Berkeley        |
| P | 4 | Stati Uniti (bandiera)                         | Edwards, Carsen      | 185 cm  | 91 kg  | 12-03-1998   | Purdue             |
| C | 99 | Senegal (bandiera)                             | Fall, Tacko (TW)     | 231 cm  | 131 kg | 10-11-1995   | Central Florida    |
| G/AP | 94 | Francia (bandiera)                             | Fournier, Evan       | 202 cm  | 92 kg  | 29-10-1992   | Poitiers Basket 86 |
| A/C | 2 | Stati Uniti (bandiera)                         | Kornet, Luke         | 216 cm  | 113 kg | 15-07-1995   | Vanderbilt         |
| G | 45 | Stati Uniti (bandiera)                         | Langford, Romeo      | 198 cm  | 88 kg  | 25-10-1999   | Indiana            |
| AP | 26 | Stati Uniti (bandiera)                         | Nesmith, Aaron       | 198 cm  | 97 kg  | 16-10-1999   | Vanderbilt         |
| A | 37 | Stati Uniti (bandiera)                         | Ojeleye, Semi        | 201 cm  | 107 kg | 05-12-1994   | Southern Methodist |
| P | 11 | Stati Uniti (bandiera)                         | Pritchard, Payton    | 188 cm  | 91 kg  | 28-01-1998   | Oregon             |
| P/G | 36 | Stati Uniti (bandiera)                         | Smart, Marcus        | 193 cm  | 100 kg | 06-03-1994   | Oklahoma State     |
| AP | 0 | Stati Uniti (bandiera)                         | Tatum, Jayson        | 203 cm  | 93 kg  | 03-03-1998   | Duke               |
| AG/C | 13 | Canada (bandiera)                              | Thompson, Tristan    | 206 cm  | 108 kg | 13-03-1991   | Texas              |
| P | 8 | Stati Uniti (bandiera)                         | Walker, Kemba        | 185 cm  | 84 kg  | 23-03-1992   | Connecticut        |
| P | 51 | Stati Uniti (bandiera) · Porto Rico (bandiera) | Waters, Tremont (TW) | 180 cm  | 79 kg  | 10-01-1998   | LSU                |
| C | 44 | Stati Uniti (bandiera)                         | Williams, Robert     | 208 cm  | 108 kg | 14-10-1997   | Texas A&M          |
| AG | 12 | Stati Uniti (bandiera)                         | Williams, Grant      | 201 cm  | 107 kg | 30-11-1998   | Tennessee          |

## Uniformi
- Casa

| Association |

- Trasferta

| Icon |

- Alternativa

| Statement |

- Alternativa

| City |

- Alternativa

| Earned |

## Classifiche

### Atlantic Division
| Atlantic Division      | V  | S  | V%   | PR   | Casa  | Trasf | Div  | PG |
| ---------------------- | -- | -- | ---- | ---- | ----- | ----- | ---- | -- |
| z – Philadelphia 76ers | 49 | 23 | .681 | 0,0  | 29–7  | 20–16 | 10–2 | 72 |
| x – Brooklyn Nets      | 48 | 24 | .667 | 1,0  | 28–8  | 20–16 | 8–4  | 72 |
| x – N.Y. Knicks        | 41 | 31 | .569 | 8,0  | 25–11 | 16–20 | 4–8  | 72 |
| xp – Boston Celtics    | 36 | 36 | .500 | 13,0 | 21–15 | 15–21 | 4–8  | 72 |
| e – Toronto Raptors    | 27 | 45 | .375 | 22,0 | 16–20 | 11–25 | 4–8  | 72 |

### Eastern Conference
| Eastern Conference | Eastern Conference       | Eastern Conference | Eastern Conference | Eastern Conference | Eastern Conference | Eastern Conference |
| #                  | Squadra                  | V                  | S                  | V%                 | PR                 | PG                 |
| ------------------ | ------------------------ | ------------------ | ------------------ | ------------------ | ------------------ | ------------------ |
| 1                  | z – Philadelphia 76ers * | 49                 | 23                 | .681               | –                  | 72                 |
| 2                  | x – Brooklyn Nets        | 48                 | 24                 | .667               | 1,0                | 72                 |
| 3                  | y – Milwaukee Bucks *    | 46                 | 26                 | .639               | 3,0                | 72                 |
| 4                  | x – N.Y. Knicks          | 41                 | 31                 | .569               | 8,0                | 72                 |
| 5                  | y – Atlanta Hawks *      | 41                 | 31                 | .569               | 8,0                | 72                 |
| 6                  | x – Miami Heat           | 40                 | 32                 | .556               | 9,0                | 72                 |
|                    |                          |                    |                    |                    |                    |                    |
| 7                  | xp – Boston Celtics      | 36                 | 36                 | .500               | 13,0               | 72                 |
| 8                  | xp – Wash. Wizards       | 34                 | 38                 | .472               | 15,0               | 72                 |
| 9                  | ep – Indiana Pacers      | 34                 | 38                 | .472               | 15,0               | 72                 |
| 10                 | ep – Charlotte Hornets   | 33                 | 39                 | .458               | 16,0               | 72                 |
|                    |                          |                    |                    |                    |                    |                    |
| 11                 | e – Chicago Bulls        | 31                 | 41                 | .431               | 18,0               | 72                 |
| 12                 | e – Toronto Raptors      | 27                 | 45                 | .375               | 22,0               | 72                 |
| 13                 | e – Cleveland Cavaliers  | 22                 | 50                 | .306               | 27,0               | 72                 |
| 14                 | e – Orlando Magic        | 21                 | 51                 | .292               | 28,0               | 72                 |
| 15                 | e – Detroit Pistons      | 20                 | 52                 | .278               | 29,0               | 72                 |

Note:
- z – Fattore campo per gli interi playoff
- c – Fattore campo per le finali di Conference
- y – Campione della division
- x – Qualificata ai playoff
- p – Qualificata ai play-in
- e – Eliminata dai playoff
- * – Leader della division

## Mercato

### Free Agency

#### Acquisti
| Data       | Giocatore        | Contratto              | Provenienza         |
| ---------- | ---------------- | ---------------------- | ------------------- |
| 30/11/2020 | Jeff Teague      | 1 anno - $2,5 milioni  | Atlanta Hawks       |
| 30/11/2020 | Tristan Thompson | 2 anni - $18,9 milioni | Cleveland Cavaliers |
| 16/04/2021 | Jabari Parker    | 2 anni - $2,7 milioni  | Sacramento Kings    |

#### Cessioni
| Data       | Giocatore      | Motivo     | Nuova squadra |
| ---------- | -------------- | ---------- | ------------- |
| 23/11/2020 | Brad Wanamaker | Rilasciato | G.S. Warriors |

### Scambi
| 19 novembre 2020 | Boston CelticsScelta 2º giro Draft 2021                                                     | Oklahoma ThunderVincent Poirier Cash Consideration                                                                                         |
| 20 novembre 2020 | Boston CelticsScelta 2º giro Draft 2023 (da Memphis) Scelta 2º giro Draft 2025 (da Memphis) | Memphis GrizzliesMario Hezonja (da Portland) Draft rights per Desmond Bane (2020 #30)                                                      |
| 20 novembre 2020 | Portland T. BlazersEnes Kanter (da Boston) Cash Consideration (da Memphis)                  | |
| 29 novembre 2020 | Boston CelticsScelta 2º giro Draft 2022                                                     | Charlotte HornetsGordon Hayward (Sign and trade) Scelta 2º giro Draft 2023 Scelta 2º giro Draft 2024                                       |
| 25 marzo 2021    | Boston CelticsEvan Fournier                                                                 | Orlando MagicJeff Teague Scelta 2º giro Draft 2025 Scelta 2º giro Draft 2027                                                               |
| 25 marzo 2021    | Boston CelticsLuke Kornet (da Chicago) Moritz Wagner (da Washington)                        | Chicago BullsTroy Brown Jr. (da Washington) Javonte Green (da Boston) Daniel Theis (da Boston) Cash Consideration (da Boston e Washington) |
| 25 marzo 2021    | Wash. WizardsDaniel Gafford (da Chicago) Chandler Hutchison (da Chicago)                    | |